# Orlann Oliere
Orlann Oliere, née Ombissa-Dzangue le 26 mai 1991 à Sens, est une athlète française, spécialiste du sprint.

## Biographie
Originaire de Sens et formée à l'INSEP auprès de Guy Ontanon, Orlann Ombissa-Dzangue est médaillée d'argent du relais 4 x 100 mètres des Championnats d'Europe espoirs d'athlétisme 2011. En 2011, elle décide stopper la compétition, retourne à Sens, et donne naissance à son fils l'année suivante. Après cinq années d'arrêt, elle reprend l'entraînement seule en décembre 2016 au stade Claude-Pitou,.
Deuxième des championnats de France à Marseille en 2017, derrière Carolle Zahi, elle fait partie de la sélection française pour les championnats du monde de Londres. Elle réintègre l'INSEP en 2018 et reprend sa collaboration avec Guy Ontanon.
Le 28 juin 2018, elle obtient la médaille d'or des Jeux méditerranéens de Tarragone sur 100 m, en 11 s 29. Favorite, elle devance très largement la Grecque Rafailía Spanoudaki-Hatziriga (11 s 53) et l'Italienne Anna Bongiorni (11 s 53). Elle remporte également la médaille d'or sur le relais 4 x 100 m en 43 s 29, devant l'Espagne (43 s 31) et l'Italie (43 s 63).
Le 6 juillet 2018, en séries des championnats de France d'Albi, Orlann Ombissa-Dzangue porte son record personnel à 11 s 14, vent régulier (+ 1,9 m/s) puis récidive en demi-finale en 11 s 13 (+ 1,3 m/s). Le lendemain, elle termine deuxième de la finale derrière Carolle Zahi (11 s 01), mais porte son record personnel à 11 s 06 (+ 1,5 m/s), faisant d'elle la septième meilleure performeuse française de l'histoire.
Le 7 août 2018, Orlann Ombissa-Dzangue se qualifie pour la finale des championnats d'Europe de Berlin, à laquelle elle termine à la huitième place en 11 s 29. Cinq jours plus tard, avec le relais 4 x 100 m, elle termine à la cinquième place de la finale en 43 s 10.
En décembre 2020, parallèlement à sa carrière de sportif de haut niveau, Orlann Ombissa-Dzangue rejoint le dispositif Athlètes SNCF en tant que agent commercial en gare de Paris-Montparnasse et sur les lignes Transilien N et U.
Le 1er mai 2021, elle fait partie de l'équipe du relais 4 x 100 m qui obtient sa qualification pour Jeux olympiques de Tokyo. Avec ses coéquipières Gémima Joseph, Carolle Zahi et Cynthia Leduc, elles atteignent la finale du relais 4 × 100 m féminin lors de laquelle elles échouent cependant à la septième place en 42 s 89.
Elle donne naissance à des jumeaux en 2022, et revient progressivement sur les pistes en 2023.
Le 21 janvier 2024, elle réalise au Luxembourg les minima sur 60 mètres pour les Championnats du monde d'athlétisme en salle 2024.

## Palmarès
| Date | Compétition                       | Lieu      | Résultat | Épreuve   | Temps   |
| ---- | --------------------------------- | --------- | -------- | --------- | ------- |
| 2011 | Championnats d'Europe espoirs     | Ostrava   | 2e       | 4 x 100 m | 44 s 26 |
| 2018 | Jeux méditerranéens               | Tarragone | 1re      | 100 m     | 11 s 29 |
| 2018 | Jeux méditerranéens               | Tarragone | 1re      | 4 x 100 m | 43 s 29 |
| 2018 | Championnats d'Europe             | Berlin    | 8e       | 100 m     | 11 s 29 |
| 2018 | Championnats d'Europe             | Berlin    | 5e       | 4 x 100 m | 43 s 10 |
| 2019 | Championnats d'Europe par équipes | Bydgoszcz | 1re      | 4 x 100 m | 43 s 09 |
| 2021 | Championnats d'Europe en salle    | Toruń     | 4e       | 60 m      | 7 s 23  |
| 2021 | Jeux olympiques                   | Tokyo     | 7e       | 4 x 100 m | 42 s 89 |
| 2024 | Relais mondiaux                   | Nassau    | 2e       | 4 × 100 m | séries  |
| 2024 | Championnats d'Europe             | Rome      | 2e       | 4 x 100 m | 42 s 15 |
| 2024 | Jeux olympiques                   | Paris     | 4e       | 4 × 100 m | 42 s 23 |

### National
60 m : 3e en 2017 et 2018
100 m : 2e en 2017, 2018 et 2019

## Records
| Épreuve | Temps   | Lieu        | Date            |
| ------- | ------- | ----------- | --------------- |
| 60 m    | 7 s 15  | Paris       | 27 janvier 2019 |
| 100 m   | 11 s 06 | Albi        | 7 juillet 2018  |
| 200 m   | 24 s 08 | Saint-Denis | 21 avril 2018   |